# Civic Opera House
La Civic Opera House è un teatro d'opera di Chicago. La sala si trova all'interno di un grattacielo per uffici di 45 piani, il Civic Opera Building.  Il teatro, costruito per la Chicago Civic Opera, oggi è la sede permanente della Lyric Opera of Chicago.

## Storia
Il magnate dell'elettricità Samuel Insull ideò la costruzione di un grattacielo che contenesse anche un teatro dell'opera. A tale scopo incaricò lo studio di architettura Graham, Anderson, Probst & White. Le decorazioni scultoree furono affidate a Henry Hering. L'interno, in stile Art déco, ha 3.563 posti a sedere: è perciò il secondo più grande teatro dell'opera del Nordamerica.
Il teatro fu inaugurato il 4 novembre 1929 con l'Aida.
L'interno è stato completamente ristrutturato nel 1993, quando la Lyric Opera of Chicago acquistò l'immobile che prima aveva solo in affitto.

## Curiosità
La Civic Opera House ha ispirato il teatro raffigurato nel film di Orson Welles Citizen Kane. Il protagonista Charles Foster Kane fa costruire un teatro dell'opera dove la moglie, aspirante cantante lirica, possa esibirsi, ma le qualità vocali della donna ne riveleranno l'inettitudine.